# Forrai Attila
Forrai Attila (Bonyhád, 1973. augusztus 19. –) magyar labdarúgó. Első NB I-es mérkőzése 1993. Budapest Honvéd FC - Soproni VSE volt, ahol csapata szoros mérkőzésen 3-1-es győzelmet aratott a soproni csapat felett.

## Sikerei, díjai
- Magyar bajnokság
  - 2.: 1993–94
  - 3.: 1996–97
- Magyar kupa
  - győztes: 1996
  - döntős: 1994, 2004